# فرودگاه کوریندای
 فرودگاه کوریندای (به انگلیسی: Quirindi Airport) یک فرودگاه است . این فرودگاه در کشور استرالیا قرار دارد و در ارتفاع ۳۲۱ متری از سطح دریا واقع شده است.